# Pseudopythina rugifera
Pseudopythina rugifera är en musselart. Pseudopythina rugifera ingår i släktet Pseudopythina och familjen Lasaeidae. Inga underarter finns listade i Catalogue of Life.